# Eilte
Eilte è una frazione (Ortsteil) del comune di Ahlden, nel land della Bassa Sassonia, in Germania.

## Storia
Già comune autonomo nel circondario di Fallingbostel, fu soppresso e incorporato a Ahlden il 1º marzo 1974.
| Controllo di autorità | VIAF (EN) 248166926 · GND (DE) 4241533-0 |